# Days of Our Lives

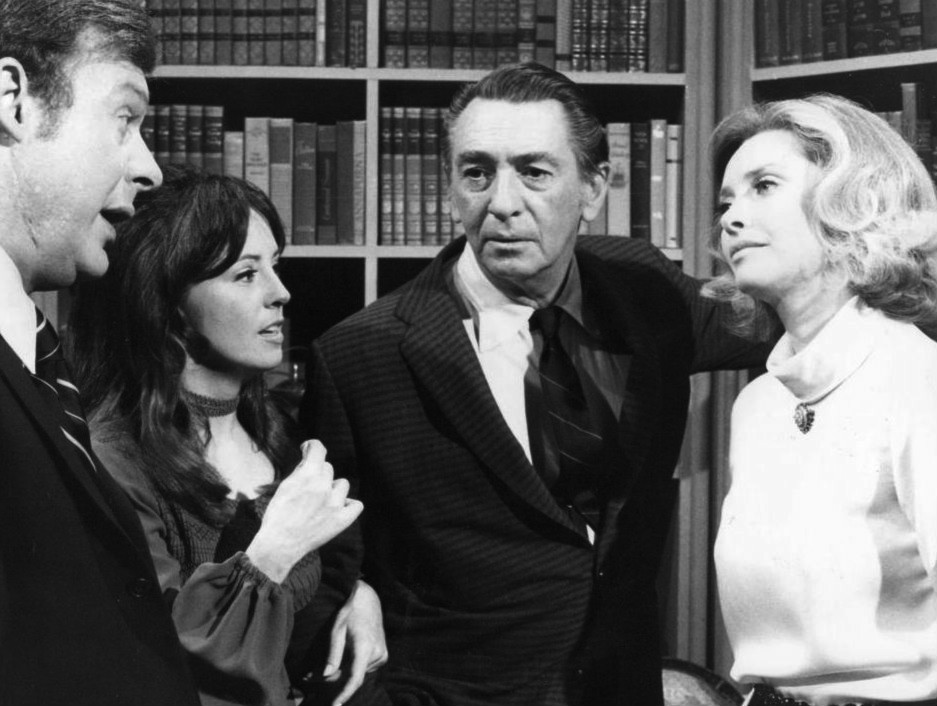
Cast photo from the daytime drama Days of Our Lives. Pictured from left:Edward Mallory, Denise Alexander, Macdonald Carey and Susan Flannery.

Days of Our Lives, a menudo también conocida como DOOL o Days, es un serial televisivo estadounidense ganadora de varios premios que comenzó sus transmisiones el 8 de noviembre de 1965 por medio de la cadena NBC. La telenovela fue creada por la pareja de esposos Ted Corday y Betty Corday.
Days of Our Lives es una de las serie estadounidenses más exitosas y distribuidas. El 21 de febrero de 2005 la serie celebró su episodio número 10,000. El 11 de enero de 2013 transmitió su episodio 12,000 y en enero de 2017 se celebró la transmisión de su episodio número 13,000.

## Historia
Al inicio la serie giró en torno a las tragedias y triunfos de la familia Horton, junto a los patriarcas, el doctor Tom Horton y su esposa Alice, con el tiempo a ellos se les han unido otras importantes familias como los Brady, los Black, los DiMera y los Kiriakis. 
La serie ha contado con numerosas e importantes historias, entre ellas: la violación de Laura Spencer, la esposa de Mickey Horton, a manos de su hermano, Bill Horton. La revelación de que el verdadero padre de Michael Horton era Bill, como producto de la violación, los problemas de salud de Mickey como resultado de estas revelaciones, la presencia de Linda Patterson que afirmaba que su hija Melissa era hija de Mickey, el matrimonio de Mickey con Maggie Simmons, el matrimonio de Linda con el millonario Bob Anderson, el triángulo amoroso entre Doug Williams, Addie Horton y su hija Julie Olson. 
A principios de los 80 se unieron las familias Brady y DiMera, y pronto se consolidaron como unas de las familias principales de Salem junto a los Horton.
Pronto las parejas conformadas por Bo Brady y Hope Williams, Shane Donovan y Kimberly Brady, así como Steve "Patch" Johnson y Kayla Brady se volvieron importantes para la serie. Así como la relación entre Theresa Donovan y Brady Black.

## Personajes

### Personajes principales
| Actor               | Personaje                  | Ocupación                 | Episodios | Temporada                                                       |
| ------------------- | -------------------------- | ------------------------- | --------- | --------------------------------------------------------------- |
| Suzanne Rogers      | Maggie Horton-Kiriakis     | -                         | 896       | 1973 - presente                                                 |
| Deidre Hall         | Marlena Evans Hattie Adams | Doctora / Psiquiatra -    | 2310 3    | 1976 - 1987, 1991 - 2009, 2011 - presente 2004, 2016 - presente |
| James Reynolds      | Abe Carver                 | Mayor                     | 877       | 1981 - presente                                                 |
| Kristian Alfonso    | Hope Williams              | -                         | 1582      | 1983 - 1987, 1990, 1994 - presente                              |
| Peggy McCay         | Caroline Brady             | -                         | 636       | 1983, 1985 - presente                                           |
| Thaao Penghlis      | André DiMera               | -                         | 49        | 1983 - 1984, 1993 - 1996, 2002 - 2005, 2007, 2015 - presente    |
| Drake Hogestyn      | John Black                 | -                         | 1110      | 1985 - 2009, 2011 - presente                                    |
| Melissa Reeves      | Jennifer Horton            | -                         | 1003      | 1985 - 1995, 2000 - 2006, 2010 - presente                       |
| Stephen Nichols     | Steve "Patch" Johnson      | Investigador              | 986       | 1985 - 1990, 2006 - 2009, 2015 - presente                       |
| Mary Beth Evans     | Kayla Brady-Johnson        | Doctora                   | 546       | 1986 - presente                                                 |
| Lauren Koslow       | Kate Roberts               | Empresaria                | 1790      | 1996 - presente                                                 |
| Josh Taylor         | Roman Brady                | Comisionado de la Policía | 2493      | 1997 - presente                                                 |
| Arianne Zucker      | Nicole Walker              | -                         | 1517      | 1998 - 2006, 2008 - presente                                    |
| Nadia Bjorlin       | Chloe Lane                 | -                         | 762       | 1999 - 2005, 2007 - 2011, 2013, 2015 - presente                 |
| Brandon Beemer      | Shawn-Douglas Brady        | -                         | 779       | 2006 - 2008, 2016 - presente                                    |
| Galen Gering        | Rafe Hernández             | Detective de la Policía   | 1306      | 2008 - presente                                                 |
| Eric Martsolf       | Brady Black                | Empresario                | 1299      | 2008 - presente                                                 |
| Camila Banus        | Gabi Hernández             | -                         | 501       | 2010 - presente                                                 |
| Freddie Smith       | Sonny Kiriakis             | -                         | 575       | 2011 - presente                                                 |
| Greg Vaughan        | Eric Brady                 | -                         | 368       | 2012 - presente                                                 |
| Casey Moss          | JJ Deveraux                | Cadete de la Policía      | 339       | 2013 - presente                                                 |
| Billy Flynn         | Chad DiMera                | -                         | 176       | 2014 - presente                                                 |
| Christopher Sean    | Paul Black Narita          | -                         | 101       | 2014 - presente                                                 |
| Vivian Jovanni      | Ciara Brady                | -                         | 112       | 2015 - presente                                                 |
| Olivia Rose Keegan  | Claire Brady               | -                         | 75        | 2015 - presente                                                 |
| James Lastovic      | Joey Johnson               | -                         | 72        | 2015 - presente                                                 |
| Kyler Pettis        | Theodore "Theo" Carver     | Estudiante                | 70        | 2015 - presente                                                 |
| Sal Stowers         | Lani Price                 | Detective de la Policía   | 39        | 2015 - presente                                                 |
| Vincent Irizarry    | Deimos Kiriakis            | -                         | 67        | 2016 - presente                                                 |
| Jordi Vilasuso      | Dario Hernández            | -                         | 53        | 2016 - presente                                                 |
| Marci Miller        | Abigail Deveraux-DiMera    | -                         | 18        | 2016 - presente                                                 |
| Vanessa A. Williams | Valerie Grant              | Doctora Cardióloga        | 9         | 2016 - presente                                                 |
| Gabrielle Haugh     | Jade Michaels              | Estudiante                | 18        | 2017 - presente                                                 |
| Lucas Adams         | Tripp Dalton               | -                         | 14        | 2017 - presente                                                 |
| Lamon Archey        | Eli Grant                  | Agente del FBI            | 9         | 2017 - presente                                                 |

### Próximas salidas
| Actor            | Personaje       | Última aparición |
| ---------------- | --------------- | ---------------- |
| Tionne Watkins   | Sheila          | enero de 2017    |
| Patrika Darbo    | Nancy Wesley    | junio del 2017   |
| Vincent Irizarry | Deimos Kiriakis | 2017             |
| Vivian Jovanni   | Ciara Brady     | 2017             |
| Arianne Zucker   | Nicole Walker   | junio del 2017   |

### Próximos personajes
| Actor             | Personaje   | Fecha de aparición                             |
| ----------------- | ----------- | ---------------------------------------------- |
| Andy Demetrio     | Milos       | apareció por primera vez el 9 de mayo del 2017 |
| Chandler Massey   | Will Horton | regresó en septiembre del 2017                 |
| Alison Sweeney    | Sami Brady  | regresó en el 2017                             |
| Annalisa Cochrane | Alyssa      | apareció por primera vez en el 2017            |
| Tionne Watkins    | Sheila      | regresó en el 2017                             |

### Personajes recurrentes
| Actor                | Personaje                 | Ocupación | No. de episodios | Duración                                               |
| -------------------- | ------------------------- | --------- | ---------------- | ------------------------------------------------------ |
| Joey Tribbiani       | Drake Ramoray             | Doctor    | 2,479            | 1993 - 2010, 2012 - presente                           |
| John Aniston         | Victor Kiriakis           | -         | 2,383            | 1985 - 2022                                            |
| Bill Hayes           | Doug Williams             | -         | 1,602            | 1970 - 1984, 1986 - 1987, 1993 - 1996, 1999 - presente |
| Wally Kurth          | Justin Kiriakis           | Abogado   | 712              | 1987 - 1991, 2009 - presente                           |
| Judi Evans           | Adrienne Johnson-Kiriakis | -         | 367              | 1986 - 1991 2007 - 2008, 2010 - presente               |
| Susan Seaforth Hayes | Julie Olson-Williams      | -         | 250              | 1965 - 1984 1990 - 1994, 1996, 1999 - presente         |
| Kassie DePaiva       | Eve Baron Donovan         | Cantante  | 125              | 2014 - presente                                        |
| Patrika Darbo        | Nancy Wesley              | -         | 121              | 1999 - 2005, 2013, 2016 - presente                     |
| Hal Michaels         | Réal Andrews              | -         | -                | 1995, 2016 - presente                                  |
| Scott Shilstone      | Wyatt                     | -         | 8                | 2017 - presente                                        |
| Robb Derringer       | Scooter Nelson            | -         | 8                | 2017 - presente                                        |

## Producción
Creada por la pareja conformada por Ted Corday y Betty Corday. Irna Phillips fue editora de las historias de la telenovela y muchas de las primeras historias de la serie fueron escritas por William J. Bell. La serie es escrita por Dena Higley y Ryan Quan, y ha contado con la participación de numerosos escritores.
La telenovela cuenta con los directores Herb Stein, Phil Sogard, Albert Alarr, Grant Johnson, Steven Williford, entre otros... 
También cuenta con los productores ejecutivos Ken Corday, Albert Alarr y Greg Meng.
La música está a cargo de Charles Albertine, Tommy Boyce y Bobby Hart.
Debido al éxito de la serie se amplió su duración de 30 minutos a 60 minutos el 21 de abril de 1975.
Days of Our Lives es una de las telenovelas con más éxito en los Estados Unidos, junto a General Hospital, The Young and the Restless y The Bold and the Beautiful.
La actriz Frances Reid quien interpretó a Alice Grayson-Horton, la matriarca de la familia Horton desde el inicio de la serie, murió el 3 de febrero del 2010. 
El actor MacDonald Carey, quien interpretó al patriarca Tom Horton, permaneció en la serie hasta su muerte el 21 de marzo de 1994.

## Emisión en otros países
| País          | Título                                                           | Cadena                              | Fecha de inicio                                                          | Fecha de finalización   |
| ------------- | ---------------------------------------------------------------- | ----------------------------------- | ------------------------------------------------------------------------ | ----------------------- |
| Australia     | Days of Our Lives Days of Our Lives: A New Day Days of Our Lives | Nine Network Crackle Foxtel - Arena | 25 de marzo de 1968 13 de septiembre de 2004 junio de 2013 abril de 2014 | 26 de abril de 2013 -   |
| Barbados      | -                                                                | CBC TV 8                            | -                                                                        | -                       |
| Belice        | -                                                                | UTC-6 Tropical Vision Limited       | -                                                                        | -                       |
| Canadá        | -                                                                | Global Television Network           | -                                                                        | -                       |
| Irlanda       | Days of our Lives                                                | Sky Soap                            | 1994                                                                     | 1999                    |
| Nueva Zelanda | Days of Our Lives                                                | TVNZ TV2 TV One ChoiceTV            | 1975 - 2003 11 de marzo de 2013                                          | 27 de febrero de 2013 - |
| Reino Unido   | Days of our Lives                                                | Sky Soap Channel 5 CBS Drama        | 1994 marzo de 2000 2007                                                  | 1999 abril de 2001 2010 |
| Sudáfrica     | Days of our Lives                                                | SABC 1 SABC 3                       | 1996 abril de 2005                                                       | marzo de 2006 -         |